# Řecko na Letních olympijských hrách 2008
Řecko se účastnilo Letní olympiády 2008. Zastupovalo ho 152 sportovců (82 mužů a 70 žen) v 23 sportech.

## Medailisté
| Medaile | Jméno                                                    | Sport     | Soutěž                    |
| ------- | -------------------------------------------------------- | --------- | ------------------------- |
| Stříbro | Dimitrios Mougios Vasileios Polymeros                    | Veslování | Muži dvojskif lehkých vah |
| Stříbro | Alexandros Nikolaidis                                    | Taekwondo | muži nad 80 kg            |
| Bronz   | Sofia Bekatoruová Virginia Kravarioti Sofia Papadopoulou | Jachting  | Ženy třída Yngling        |
| Bronz   | Hrysopiyí Devetzíová                                     | Atletika  | Ženy trojskok             |